# Striatoppia quadrilineata
Striatoppia quadrilineata är en kvalsterart som beskrevs av Hammer 1982. Striatoppia quadrilineata ingår i släktet Striatoppia och familjen Oppiidae. Inga underarter finns listade i Catalogue of Life.